# Gut Hobrechtsfelde
Das Gut Hobrechtsfelde oder Besucherzentrum Gut Hobrechtsfelde steht in Hobrechtsfelde im Westen der Gemeinde Panketal. Betreiber des wieder hergerichteten Gutes ist die Agrar GmbH Gut Hobrechtsfelde.

## Geschichte

### Entstehung des Gutes
Von 1889 bis 1906, als die Stadt Berlin in wenigen Jahren ihre Einwohnerzahlen vervielfachte, erwarb der Magistrat außerhalb der Stadtgrenzen größere Flächen, auf denen einerseits Rieselfelder entstehen sollten und andererseits die Versorgung der Einwohner mit Lebensmitteln aller Art gesichert werden musste. Insgesamt entstanden so rund um Berlin zwölf Güter. Auf den Grundstücken wurden Wirtschaftsgebäude wie Kornspeicher, Scheunen, Viehställe gebaut. Außerdem wurden im nahen Umfeld einfache Wohngebäude für die Gutsarbeiter und ihre Familien errichtet.
Eines der als Berliner Stadtgut bezeichneten Einrichtungen befand sich in Hobrechtsfelde. Fast zeitgleich mit dem Beginn der Arbeit des Stadtguts hatte die Verwaltung zur Bewältigung der Transportaufgaben ein Feldeisenbahn-Netz anlegen lassen, das Hobrechtsfelder Wirtschaftsbahn genannt wurde.
Nach dem Krieg und während der DDR-Zeit dienten die Gebäude als Volkseigenes Gut für die Landwirtschaft, wobei etliche Umbau- und Neubauarbeiten stattfanden. Eine Erhaltung der historischen Bausubstanz erfolgte jedoch nicht. Im Jahr 1990 wurde mit der Wende die Bewirtschaftung aufgegeben, die Gutsgebäude standen mehr als 20 Jahre leer. Sie gehören der neu gegründeten Berliner Stadtgüter GmbH.

### Gutshofgestaltung
Im Auftrag der Stadtgüter-Gesellschaft erhielten 2011–2014 die historische Scheune sowie der denkmalgeschützte Kornspeicher die ersten neuen Elemente, nachdem Entsiegelungsmaßnahmen von Flächen und die Freilegung alter Stahlfundamente stattgefunden hatten. Die Arbeiten wurden zusätzlich durch die Gemeinde Panketal gefördert.
Die Gutshofscheune wurde durch die Agrar GmbH Gut Hobrechtsfelde als temporärer Veranstaltungsraum hergerichtet. Dafür wurde die rund 800 Quadratmeter große freitragende Halle gesäubert, mit Beleuchtung und Raumtrennung sowie einer Bestuhlung versehen. Sie dient als Eventscheune für unterschiedliche Veranstaltungen, wozu sie auch gemietet werden kann. Hier hielt zum Beispiel Gerhard Sawatzki (1939–2024), ein bekannter Einwohner und Zeitzeuge des Dorfes, Vorträge über die damalige Zeit am Gutshof. Zudem berichtete er in Präsentationen, wie die Scheune und der Kornspeicher ursprünglich aussahen und erläuterte die damalige Verwendung der Gutshofstationen. Einige seiner Zeitzeugenaussagen sind zudem in der neuen Ausstellung im Kornspeicher zu hören. Hierzu kreierte er extra ein beschriftetes Miniaturmodell, dass die damalige Erscheinung des Kornspeichers darstellt.
Nördlich des Besuchereingangs entstanden Parkmöglichkeiten für Besucher. Südlich der Guthofumzäunung wurde im Februar 2013 die Erneuerung des eineinhalb Hektar großen Schaugeheges für Rinder aus den umliegenden Waldweideflächen abgeschlossen. Weitere Rundbogenhallen für Schafe und Ziegen mit begehbarem Streichelbereich sowie für Esel und Ponys entstanden neu, zusätzlich erschließen Rundwege das Areal. Außerdem erfolgte die Umzäunung des Veranstaltungsplatzes, die Abtrennung der Gutshofscheune und die Gestaltung des neuen nördlichen Besuchereingangs. Ein Reit- und Longierplatz für den Ponyverleih, Kremserfahren und Pferdeausritten wurde dafür angelegt. Die in den Schaugehegen aufgestellten Wassertränken erhielten frostsichere Zuleitungen.
Für Kinder konnte im Frühjahr 2013 ein Themenspielplatz auf dem Gutshofgelände eingeweiht werden. Als stilistische Anlehnung an den historischen den Ort dominierenden Kornspeicher entstand das Speicherhaus mit Rutsche. Ein hölzernes Wildpferd mit Federwippe und eine Nestschaukel vervollständigen das Spieleangebot. Die erhaltenen Naturstein-Pflasterwege wurden denkmalgerecht gereinigt, freigelegt und wo es nötig war, ergänzt. Das historische Eingangstor wurde instand gesetzt. Für die Eventscheune und den Speicher ließen die Berliner Stadtgüter GmbH neue Stromanschlüsse sowie neue sanitäre Einrichtungen installieren. Im Frühjahr 2014 aufgestellte robuste Bänke und überdachte Rastplätze sorgen ebenso wie Imbissmöglichkeiten (an Wochenenden und Feiertagen) für eine hohe Aufenthaltsqualität auf dem Gutshof.

### Kornspeicher mit Ausstellung

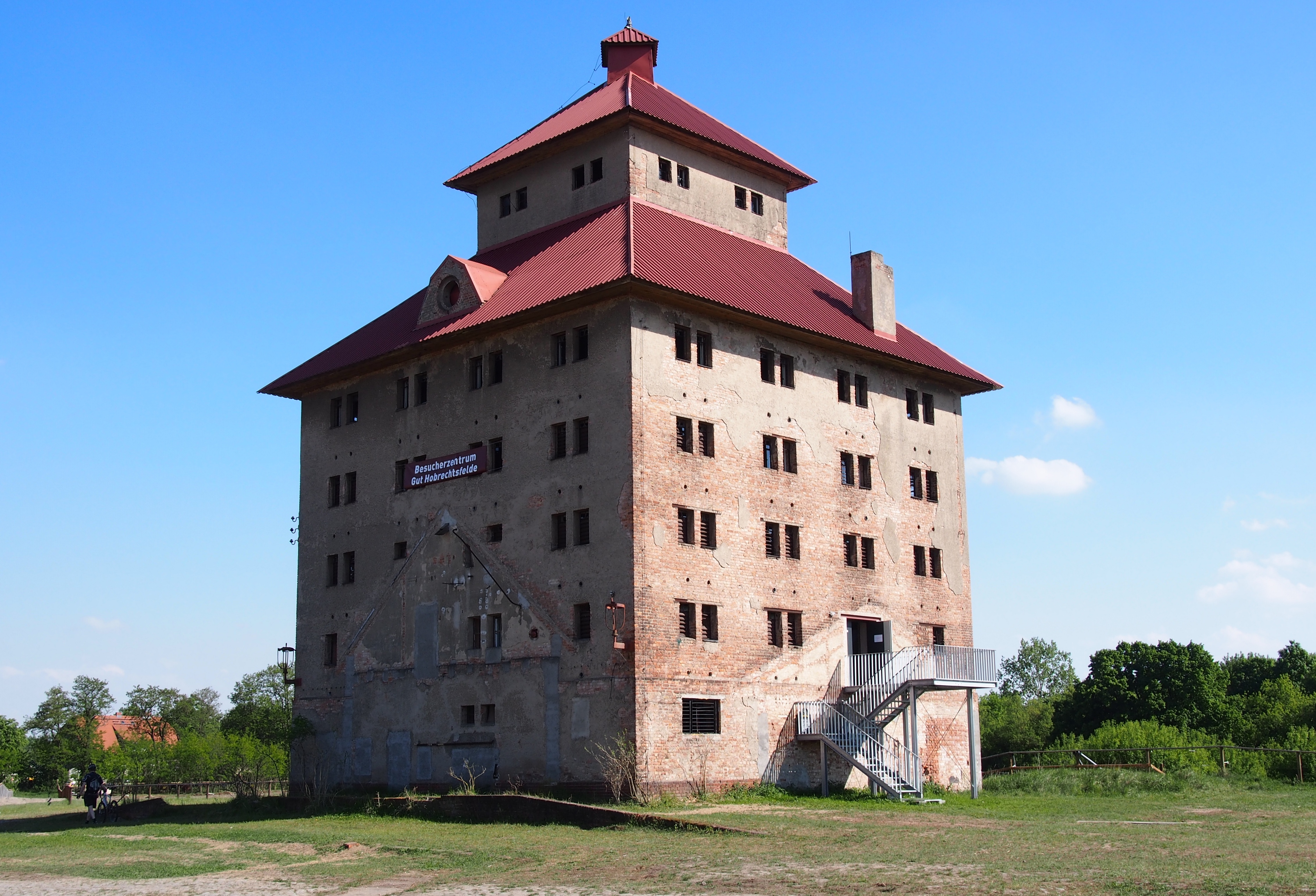
Denkmalgeschützter Kornspeicher in Hobrechtsfelde, seit 2013 Besucherzentrum

Der Förderverein Naturpark Barnim e. V. hat den denkmalgeschützten Kornspeicher auf dem Gutshof im Erbbaurecht übernommen und von Anfang Januar bis Ende Februar 2013 wieder hergerichtet. An der Westseite des Speichers war für den neuen Haupteingang ein Fassadendurchbruch nötig. Loser Wandputz in der ersten Etage des Speichers musste entfernt werden, statt der kleinen Notfenster fügten die Handwerker neue Holzfenster ein. Der Speicher erhielt am Haupteingang eine zweiflüglige Eingangstür. Denkmalgerecht aufgewertet wurde die eisenbeschlagene Tür im Treppenhaus und danach erfolgte eine gründliche Reinigung aller Holz- und Metalloberflächen. Im Boden und an der Decke wurden die Öffnungen staubdicht verschlossen. Alle Arbeiten und Maßnahmen wurden mit dem Denkmalschutz abgestimmt und baulich durchgeführt. Im ersten Stock wurde über das Treppenhaus neue Stromversorgung, Sicherheits- und Rettungswegbeleuchtung angebracht. Mitte Februar 2013 erfolgte der frei stehende Aufbau der neuen Außentreppen nach denkmalgerechten Vorgaben ohne direkte Verbindung zum Gelände. Bei Bedarf ist die Metalltreppe vollständig demontierbar und mit neuen Fundamenten als zusätzliche Aussichtsplattform in der halb offenen Waldlandschaft nutzbar.
Nach dem denkmalgerechten Wiederaufbau des Kornspeichers wurden die Ausstellungselemente eingebaut und dabei wurden weitere Elektroarbeiten durchgeführt. Im historischen Raum wurden alle dazu notwendigen Leistungen mit Aluröhrensystem unauffällig verlegt. In enger Zusammenarbeit durch erfahrene Tischler wurden und mit den Ausstellungsmachern Kulissenwände, Vitrinen, Boxen und Modellkonstruktionen hergestellt. Es wurden in Abstimmung mit dem Förderverein Ausstellungstafeln mit Texten und Abbildungen gestaltet und aufgestellten worden. Im Obergeschoss des Speichers wurde auf etwa 180 Quadratmetern abwechslungsreiche und interaktive Ausstellung denkmalgerecht eingerichtet. Die Besucher können sich die Geschichte und Geschichten über die Rieselfeldlandschaft Hobrechtsfelde informieren. Die zweite Ausstellung beschäftigt sich mit dem Projekt zur Umwandlung der Rieselfelder in eine halb offene, waldgeprägte Erholungslandschaft.

### Eröffnung
Die Eröffnung des Gut Hobrechtsfelde fand am 15. April 2013 um 10 Uhr unter der Teilnahme der Brandenburger Umweltministerin Anita Tack und des Berliner Senators Michael Müller statt.

## Veranstaltungen
Auf dem Gelände des Guts Hobrechtsfelde finden viele Veranstaltungen statt, darunter wird am 30. April die Walpurgisnacht gefeiert und es kommen jährlich rund 2.000 Besucher. Vom Spätsommer 2011 bis 2013 fand dort das Barnimer Naturfest statt mit zuletzt 5.000 Besucher. Im Mai und im Oktober 2014 und im Mai 2015 fand das Drachen- und Magierfest auf dem Gelände statt. Im Spätsommer 2014 wurde erstmals das Speicherfest gefeiert und es kamen fast 4.000 Besucher.